# Гэм, Рита
Рита Гэм (англ. Rita Gam), имя при рождении Рита Элинор Маккей (англ. Rita Eleanore MacKay; 2 апреля 1927 года — 22 марта 2016 года) — американская актриса театра, кино и телевидения, карьера которой охватила период 1950—1980-х годов.
Наиболее значимыми картинами в карьере Гэм стали «Вор» (1952), «Ночные люди» (1954), «Знак язычника» (1954), «Царь царей» (1961), «Выхода нет» (1962), «Клют» (1971), «Отстрел» (1971), «Такие хорошие друзья» (1971).
Гэм была номинирована на премию «Золотой глобус» как самый многообещающий новичок за роль в фильме «Вор» (1952) и завоевала приз «Серебряный медведь» как лучшая актриса за фильм «Выхода нет» (1962).
Гэм была первой женой знаменитого кинорежиссёра Сидни Люмета и подружкой невесты на свадьбе Грейс Келли и Князя Монако в 1956 году.

## Ранние годы жизни и начало карьеры
Рита Гэм родилась 2 апреля 1927 года в Питтсбурге, Пенсильвания, США, её имя при рождении — Рита Элинор Маккей. Отцом будущей актрисы был выходец из Эльзас-Лотарингии Милтон Маккей, а матерью — еврейка из Румынии. Отец умер, когда Рите было четыре года. Через год мать снова вышла замуж за еврея из России Бенджамина Гэма, и Рита взяла фамилию отчима. Вместе с родителями Рита вскоре переехала в Нью-Йорк, где выросла и окончила среднюю школу, намереваясь заняться искусством.

## Карьера в театре
Первоначально Гэм стала работать манекенщицей, но уже в 20-летнем возрасте получила роль в бродвейском спектакле «Флаг рождён» (1946). Режиссёром спектакля был Лютер Адлер, а главную роль в нём играл Марлон Брандо. Спектакль поставила Американская лига за свободную Палестину, и вскоре некоторые из её членов сформировали Актёрскую студию, одним из членов-основателей которой стала Гэм. Её следующий спектакль «Временный остров» (1946) не произвёл впечатления на критиков и был закрыт после шести представлений. «Комедия насекомых» (1947) с Хосе Феррером также не принесла успеха, закрывшись через две недели. Зимой 1948—1949 годов Гэм играла в спектакле «Молодой и честный».
После десятилетнего перерыва в 1958 году Гэм вернулась на сцену, сыграв в спектакле «Туннель любви», а в июле 1961 года принимала участие в гастролях Актёрской студии по Южной Америке. В 1963 году Гэм была ведущей актрисой Театра Миннесоты в его первый сезон. Позднее она играла с Гигом Янгом в хитовой бродвейской комедии «Девушка в моём супе» (1967—1968).
Ещё через тридцать с лишним лет Гэм сыграла Марию Васильевну Войницкую в бродвейской постановке пьесы Чехова «Дядя Ваня» (2000) с участием Дерека Джекоби и Лоры Линни, а затем была продюсером бродвейского спектакля «Нахлебник» (2002) по И. С. Тургеневу, главные роли в котором исполнили Алан Бейтс и Фрэнк Лангелла.
В 2003 году она участвовала во внебродвейских сценических чтениях «Ум и мудрость» (англ. Wit & Wisdom).

## Карьера в кинематографе
Гэм начала карьеру на телевидении в 1950 году ещё до своего дебюта в кино, сыграв в нескольких эпизодах первых телесериалов, которые снимались в прямом эфире. В июне 1952 года популярный обозреватель Луелла Парсонс написала: «Рита Гэм, которую описывали как Хеди Ламарр телевидения, собирается играть главную роль в паре с Рэем Милландом в фильме „Вор“. Продюсер Кларенс Грин предложил ей настолько привлекательный контракт, что она не смогла устоять». Действительно, в 1952 году она впервые появилась на большом экране в шпионском фильме нуар независимой компании Harry Popkin Productions «Вор» (1952). Как написал современный киновед Брайан Бакстер в The Guardian, «реклама описывала фильм как уникальный в своём роде». Этот шпионский фильм эпохи Холодной войны сценариста и режиссёра Расселла Рауса был звуковым, но полностью без слов. Раус удачно справился с задачей, не используя слов, титров или любого письменного текста на экране. У фильма хорошая музыка и звуковые эффекты, но нет речи — слов прохожих на улице не слышно, а общественные объявления переданы даже менее внятно, чем обычно. Такой экспериментальный подход создал жуткую атмосферу изоляции главного героя, учёного, который передал секреты русским и его разыскивает ФБР. Гэм, которая указана в титрах просто как Девушка, является последним персонажем, который буквально закрывает перед ним дверь, оставляя его в полной изоляции. В сентябре 1952 года журнал «Лайф» напечатал её фото на обложке, назвав «молчаливой и сексуальной» звездой, которая «может выразительно показать себя и без слов». Как написал журнал, «всего за несколько мгновений на экране Гэм, не произнеся ни единого слова, совершает потрясающий кинодебют». Эта роль принесла Гэм номинацию на «Золотой глобус» как самому многообещающему новичку.
В октябре 1952 года после успеха фильма «Вор» Гэм переехала в Лос-Анджелес, где заключила долгосрочный контракт с кинокомпанией Metro-Goldwyn-Mayer.
В декабре 1952 года Гэм отправилась во Французское Марокко, чтобы сниматься в своём первом фильме на MGM, приключенческой мелодраме «Саади» (1953), где получила заглавную роль. В этой картине Корнел Уайлд сыграл прогрессивного марокканского правителя, а Мел Феррер — его французского придворного врача, который спасает от смерти прекрасную арабскую танцовщицу Саади. Это вызывает гнев местной колдуньи, которая насылает проклятье на всех, кто вступит с девушкой в контакт, в то время, как и правитель, и доктор начинают проявлять к девушке романтический интерес.
В октябре 1953 года студия MGM отстранила Гэм от работы после её отказа играть главную женскую роль в комедии с Дином Мартиным и Джерри Льюисом «Прожигая жизнь» (1954), а затем отдала её в аренду. В конце 1953 года Гэм улетела в Мюнхен для съёмок в шпионском триллере Twentieth Century Fox «Ночные люди» (1954) с Грегори Пеком и Бродериком Кроуфордом в главных ролях. В этом фильме, действие которого происходит в послевоенном Берлине, Пек сыграл полковника американской разведки Стива Ван Дайка, который ведёт сложные переговоры с русскими о возвращении похищенного американского капрала. Гэм была в этом фильме преданной секретаршей Стива, которая помогает боссу разоблачить русскую разведчицу, скрывающуюся под маской его доверенного осведомителя.
В том же году на студии Universal Pictures вышел исторический приключенческий фильм Дугласа Серка «Знак язычника» (1954) с Джеком Пэлансом в роли предводителя гуннов Аттилы, «который сеет хаос в христианской империи». В этой картине Гэм сыграла вторую по значимости женскую роль Кубры, дочери Аттилы, которая передаёт важные сведения его врагам-христианам, за что Аттила её убивает.
В дальнейшем кинокарьера Гэм пошла на спад. После ухода с MGM она стала работать как фрилансер на других студиях, однако, по свидетельству The Telegraph, её «карьера шла не в том направлении, как ей хотелось». В 1954 году в Баварии Гэм снялась в биографическом, музыкальном фильме «Волшебный огонь» (1955), который режиссёр Уильям Дитерле поставил для студии Republic Pictures. Фильм рассказывал о жизни и творчестве композитора Рихарда Вагнера, а Гэм играла в нём «ключевую роль Козимы Вагнер, дочери композитора Ференца Листа и жены Вагнера». Далее последовал независимой приключенческий романтический фильм «Могавк» (1956), действие которого происходит в 18 веке. Главный герой картины, художник из Бостона (Скотт Брейди) приезжает в отдалённый уголок штата Нью-Йорк. Там он влюбляется в дочь вождя ирокезов Ониду (её играет играет Гэм) и настолько втягивается в местную жизнь, что остаётся с Онидой, расставшись со своей светской девушкой, которая в одиночестве возвращается в Бостон. В том же году в вестерне студии Regal Films «Барон Сиерры» (1956) группа бандитов пытается осуществить рейдерский захват земель владельца ранчо Мигеля Дельмонте, направляя киллера (Брайан Кит), чтобы убить его. Однако киллер влюбляется в сестру Мигеля Фелисию, которую, по мнению The Telegraph, «хорошо сыграла Гэм». После этого киллер решает пощадить семью, что в итоге приводит к его собственной гибели.

Затем Гэм отправилась в Италию, где в итало-французской комедии с Альберто Сорди «Лазурный берег» (1959) сыграла роль американской кинозвезды, которая приезжает на Французскую ривьеру в поисках очередного мужа. В том же году она снялась в главной женской роли в итальянском биографическом фильме «Ганнибал» (1959) с Виктором Мэтьюром в заглавной роли знаменитого полководца. В этой картине Гэм была дочерью римского сенатора, с которой у Ганнибала начинается роман. 
 По возвращении в Голливуд Гэм сыграла честолюбивую злодейку Иродиаду в библейской драме Николаса Рэя «Царь царей» (1961) на студии MGM.
Год спустя Гэм сыграла в философской драме Тэда Данилевски «Выхода нет» (1962), поставленной по пьесе Жана Поля Сартра «За закрытыми дверями». Фильм рассказывает о мужчине и двух женщинах, которые оказываются запертыми в комнате без окон и зеркал, понимая, что это их ад, где они останутся навечно. За исполнение женских ролей в фильме Гэм и Вивека Линдфорс в 1962 году на Берлинском Международном Кинофестивале разделили приз «Серебряный медведь». Однако, как отметил обозреватель Брайан Баксер в газете The Guardian, «к сожалению, эта награда ничем не помогла кинокарьере Гэм, и она была вынуждена уйти на телевидение».
Лишь в 1971 году Гэм вернулась в большое кино, сыграв второстепенную роль жены пропавшего бизнесмена в «отличном криминальном триллере» Алана Дж. Пакулы «Клют» (1971) с Джейн Фондой и Дональдом Сазерлендом в главных ролях. В том же году она исполнила роль второго плана в чёрной комедии Отто Премингера «Такие хорошие друзья» (1971), которая была сатирой на нравы американского общества. Гэм также исполнила небольшую роль старой подруги героя Грегори Пека в вестерне «Отстрел» (1971).
Три года спустя Гэм появилась в эпизодической роли в криминальной комедии Ивана Пассера «Закон и беспорядок» (1974), а затем отправилась в Пуэрто-Рико для съёмок в «по-настоящему странном фильме» «Садовник» (позднее фильм был переименован в «Сад смерти») с Джо Даллесандро в роли зловещего ландшафтного садовника, который превращается в дерево и учится общаться с другими растениями, одновременно убивая своих прежних работодателей.
Ещё через четырнадцать лет Гэм сыграла в криминальном хоррор-триллере «Искажения» (1987), а затем фильме ужасов с Тони Кёртисом «Полночь» (1989), и, наконец, и в канадско-японском фильме о бойкоте Московской Олимпиады «Продолжать грести» (1996). В 1997 году Гэм была комментатором в документальном фильме «Монако», а в 2001 году появилась в телевизионном документальном фильме-биографии, посвящённом её подруге, актрисе Шелли Уинтерс.

## Карьера на телевидении
В общей сложности с 1950 до 1983 года Гэм сыграла в 66 эпизодах 53 различных телесериалов, среди них «Семейное дело» (1966), «Макмиллан и жена» (1973), «Мэнникс» (1974) и «Досье детектива Рокфорда» (1979).
Позднее она была продюсером и ведущей документального телефильма «Мир кино: Индия» (1992) из серии фильмов о кинобизнесе в разных странах, а также продюсером сериала о путешествиях канала PBS под названием «Мир красоты» (англ. World of Beauty).

## Актёрское амплуа и оценка творчества
Как отмечено в The Telegraph, «Гэм была высокой, экзотичной, красивой брюнеткой, которая успешно выступала в кино, на телевидении и в театре на протяжении почти шести десятилетий». Гэм начала актёрскую карьеру на Бродвее, сыграв в 1946—1949 годах в четырёх спектаклях. В 1952 году Гэм привлекла к себе внимание своим голливудским дебютом в фильме «Вор» (1952), «в котором не произнесла ни слова».
Благодаря очарованию и экзотической внешности Гэм часто брали на роли в эпических и экзотических фильмах, таких как «Саади» (1953), «Знак язычника» (1954) и «Царь царей» (1961). Её последующие голливудские роли были по большей части неблагодарными, и потому Гэм уехала в Европу в поисках достойных работ. Её игра в фильме по пьесы Жана Поля Сартра «Выхода нет» (1962) принесла актрисе несколько фестивальных наград. На протяжении карьеры её партнёрами были такие звёзды, как Грегори Пек в фильмах «Ночные люди» (1954) и «Отстрел» (1971), Джек Пэланс и Джефф Чандлер — в «Знаке язычника» (1954) и Виктор Мэтьюр — в «Ганнибале» (1959). Она также играла Иродиаду в фильме «Царь царей» (1961), а позднее — в триллере «Клют» (1971) с Джейн Фондой и Дональдом Сазерлендом.
Однако, как отмечено в «Нью-Йорк Таймс», «одну из главных своих ролей Гэм сыграла в реальной жизни в качестве подружки невесты на сказочной свадьбе своей бывшей соседки по комнате Грейс Келли».

## Отношения с Грейс Келли
В 1954 году после подписания контрактов с Metro-Goldwyn-Mayer Гэм и Грейс Келли сняли на двоих квартиру в Голливуде, став близкими подругами вплоть до смерти Келли в 1982 году. В мае 1955 года Келли познакомила Гэм со «своим принцем», а несколько месяцев спустя попросила Гэм быть одной из подружек невесты на своей свадьбе с Князем Монако Ренье III, которая состоялась 19 апреля 1956 года. Как написал Бакстер, «вероятно, самая известная роль Гэм пришла в реальной жизни в качестве одной из подружек невесты на свадьбе Грейс Келли и Князя Монако Ренье в 1956 году». Гэм давала многочисленные интервью об этом событии и о дружбе с Келли, а также выступала с комментариями в документальных фильмах об актрисе, таких как «Грейс Келли, американская принцесса» (1987). При этом, как отмечено в The Telegraph, Гэм рисовала образ актрисы, «сильно отличающийся от того, который распространялся в средствах массовой информации». Келли, по её словам, совсем не была модницей, и на самом деле она предпочитала простые блузки и юбки.

## Литературная деятельность
В 1972 году Гэм опубликовала книгу «Красивая женщина» англ. The Beautiful Woman. В 1986 году вышла автобиографическая книга Гэм «Актриса актрисе» (англ.  Actress to Actress), а в 1988 году — книга «Актёры: чествование» (англ.  Actors: A Celebration), в которую вошли интервью с такими звёздами, как Джек Леммон, Джереми Айронс и Дерек Джекоби.

## Личная жизнь
Гэм была замужем дважды. В 1949 году Гэм вышла замуж за Сидни Люмета, который в то время был лишь подающим надежды режиссёром. В 1955 году они развелись, детей у пары не было. В 1956 году Гэм вышла замуж за президента издательского дома Viking Press и исполнительного редактора литературного журнала The Paris Review Томаса Генри Гинсбурга. В июле 1957 года у пары родилась дочь Кейт Т., а в 1958 году — сын Майкл. Брак закончился разводом в 1963 году. Дочь актрисы Кейт Гинсбург стала кинопродюсером, которая в 1990—2000 годах работала в компании Мишель Пфайфер Via Rosa Productions; а сын Майкл Гинсбург стал писателем.

## Смерть
Рита Гэм умерла 22 марта 2016 года в возрасте 88 лет в больнице Лос-Анджелеса от дыхательной недостаточности. У неё остались дочь Кейт Гинзбург, сын Майкл Гинзбург и три внучки.

## Фильмография
| Год  |     | Русское название              | Оригинальное название                       | Роль                             |
| ---- | --- | ----------------------------- | ------------------------------------------- | -------------------------------- |
| 1950 | с   | Хотите верьте, хотите нет     | Believe It or Not                           | 1 эпизод                         |
| 1951 | с   | Отбой                         | Lights Out                                  | девушка                          |
| 1951 | с   | В ловушке                     | Trapped                                     | 1 эпизод                         |
| 1951 | с   | Телетеатр Сомерсета Моэма     | Somerset Maugham TV Theatre                 | 1 эпизод                         |
| 1951 | с   | Опасность                     | Danger                                      | разные роли (2 эпизода)          |
| 1951 | с   | Видео-театр «Люкс»            | Lux Video Theatre                           | Лиа                              |
| 1952 | ф   | Вор                           | The Thief                                   | девушка                          |
| 1952 | тф  | Приключения Фу Манчу          | The Adventures of Fu Manchu: The Zayat Kiss |                                  |
| 1952 | с   | Театр камео                   | Cameo Theatre                               | 1 эпизод                         |
| 1952 | с   | Криминальный фотограф         | Crime Photographer                          | 1 эпизод                         |
| 1952 | с   | Чарли Уайлд, частный детектив | Charlie Wild, Private Detective             | Лиза                             |
| 1953 | ф   | Саади                         | Saadia                                      | Саади                            |
| 1954 | ф   | Ночные люди                   | Night People                                | Рикки Кейтс                      |
| 1954 | ф   | Знак язычника                 | Sign of the Pagan                           | Кубра                            |
| 1954 | с   | Телевизионный час «Моторолы»  | The Motorola Television Hour                | Анна                             |
| 1954 | с   | Альманах                      | Omnibus                                     | 1 эпизод                         |
| 1954 | с   | Программа Джека Бенни         | The Jack Benny Program                      | разные роли (2 эпизода)          |
| 1955 | ф   | Волшебное пламя               | Magic Fire                                  | Косима Лист                      |
| 1955 | с   | Телевизионный театр «Форда»   | The Ford Television Theatre                 | Мими                             |
| 1955 | с   | Телевизионный театр «Крафта»  | Kraft Television Theatre                    | 1 эпизод                         |
| 1956 | ф   | Могавк                        | Mohawk                                      | Онида                            |
| 1956 | с   | Первый ряд в центре           | Front Row Center                            | Анна Дизи                        |
| 1956 | с   | Театр кинорежиссёров          | Screen Directors Playhouse                  | Лотти                            |
| 1956 | с   | Первая студия                 | Studio One                                  | Рейн                             |
| 1957 | с   | Шоу Стива Аллена              | The Steve Allen Show                        | комедиантка                      |
| 1958 | ф   | Барон Сиерры                  | Sierra Baron                                | Фелиция Дельмонте                |
| 1958 | с   | Шоу месяца «Дюпона»           | The DuPont Show of the Month                | 1 эпизод                         |
| 1958 | с   | Театр в кресле                | Armchair Theatre                            | Элси                             |
| 1959 | ф   | Лазурный берег                | Costa Azzurra                               | Рита Элдмонт                     |
| 1959 | ф   | Ганнибал                      | Annibale                                    | Сильвия                          |
| 1960 | с   | Час «Ю.С. Стил»               | The United States Steel Hour                | Полли Чалмерс                    |
| 1961 | ф   | Царь царей                    | King of Kings                               | Иродиада                         |
| 1962 | ф   | Нет выхода                    | No Exit                                     | Эстель                           |
| 1964 | с   | Фестиваль                     | Festival                                    | Елена                            |
| 1964 | с   | Путешествие на дно океана     | Voyage to the Bottom of the Sea             | Детта                            |
| 1966 | с   | Шоу Джекки Глисона            | The Jackie Gleason Show                     | Росита                           |
| 1966 | с   | Семейное дело                 | Family Affair                               | Луиз Маршалл                     |
| 1968 | с   | Скрытые лица                  | Hidden Faces                                | Мими Джэфф                       |
| 1971 | ф   | Клют                          | Klute                                       | Трина                            |
| 1971 | ф   | Отстрел                       | Shoot Out                                   | Эмма                             |
| 1971 | ф   | Такие хорошие друзья          | Such Good Friends                           | Дория                            |
| 1973 | с   | Макмиллан и жена              | McMillan & Wife                             | Пэм Крейн                        |
| 1974 | ф   | Закон и беспорядок            | Law and Disorder                            | женщина в такси                  |
| 1974 | ф   | Садовник                      | The Gardener                                | Хелена Боардмен                  |
| 1974 | с   | Менникс                       | Mannix                                      | доктор Эренсин Уалдо (2 эпизода) |
| 1975 | с   | Мэтт Хелм                     | Matt Helm                                   | 1 эпизод                         |
| 1976 | с   | Гарри О                       | Harry O                                     | Наоми Клайн                      |
| 1977 | с   | Любовь к жизни                | Love of Life                                | Нита Рэй                         |
| 1978 | с   | Великие библейские герои      | Greatest Heroes of the Bible                | Ксанта                           |
| 1979 | с   | Досье детектива Рокфорда      | The Rockford Files                          | Синтия Закарян                   |
| 1981 | с   | Непридуманные истории         | Tales of the Unexpected                     | Лиза Бриссон                     |
| 1983 | с   | Романтический театр           | Romance Theatre                             | Митци (5 эпизодов)               |
| 1983 | с   | Ведьма Такера                 | Tucker's Witch                              | Беатрис                          |
| 1983 | с   | На пороге ночи                | The Edge of Night                           | Дора Коберн                      |
| 1987 | ф   | Искажения                     | Distortions                                 | Милдред Тайсон                   |
| 1989 | ф   | Полночь                       | Midnight                                    | Хейди                            |
| 1996 | ф   | Грести до конца               | Rowing Through                              | Айрис Биглоу                     |
| 1997 | кор | Монако                        | Monaco                                      |                                  |